# Epinephelus summana
Epinephelus summana es una especie de peces de la familia Serranidae en el orden de los Perciformes.

## Morfología
Los machos pueden llegar alcanzar los 52 cm de longitud total.

## Distribución geográfica
Se encuentra al este del Índico.